# Srečo Špik
Srečo Špik tudi Srečko Špik, slovenski gledališki igralec in gledališki režiser * 7. avgust 1950, Kozina, † 27. januar 1996, Ljubljana.
Špik je zaključil študij na Akademiji za gledališče, radio, film in televizijo 1975 in istega leta postal član ansambla pri Mestnem gledališču ljubljanskem. Poleg matičnega gledališča je igral in režiral na eksperimentalnih in neinstitucionalnih odrih (GLEJ, Proces, Čez cesto, Slovensko komorno gledališče) in lutkovnih predstavah. 
Nastopil je v več celovečernih filmih. Tone Stojko je o njem posnel dokumentarni film Vse na svetu pride, gre... (1996).

## Nagrade
- 1974 Severjeva nagrada
- 1990 priznanje ZDUS za predstave Romeo in Julija, Mefisto, Potohodec
- 1993 Dnevnikova nagrada
- 1995 nagrada Prešernovega sklada za vloge, odigrane v zadnjih dveh letih, še zlasti za Goldberga v Taborijevi igri Goldbergove variacije